# كاي ينسن
كاي ينسن (بالدنماركية: Kai Jensen)‏ هو منافس ألعاب قوى دنماركي، ولد في 25 فبراير 1897، وتوفي في 31 مايو 1997.

## وصلات خارجية
- كاي جنسن على موقع أوليمبيديا (الإنجليزية)